# Хвалынка (аэродром)
Аэродром Хвалынка (Спасск-Дальний) — недействующий военный аэродром первого класса Министерства обороны РФ в Приморском Крае, один из старейших на Дальнем востоке. Расположен в полутора километрах на восток от г. Спасск-Дальний, бывший военный городок № 11, в настоящее время — село Лётно-Хвалынское.
В советские годы на аэродроме дислоцировался 821-й истребительный авиационный ордена Суворова полк и 219-й отдельный дальний разведывательный авиационный полк.

## Данные аэродрома
- Наименование — Спасск-Дальний (Хвалынка), (анг. Spassk-Dal’niy (Khvalynka))
- Индекс аэродрома ЬХИХ / XHIH
- Превышение 112 м
- КТА N44.61267° E132.88650°
- ВПП 05/23 3045 х 62 метра, бетон
- позывной Подход 124.0 МГц «Баркас/Дворовый»

## История
Точное время постройки Хвалынского аэродрома неизвестно, так как ещё в феврале 1904 года в Спасске-Дальнем была сформирована воздухоплавательная рота. Летом 1913 г. в селе Спасском базировался авиаотряд аэропланов под командованием штабс-капитана Никифорова.
Военный городок при аэродроме был основан в 1932 году (см. историю села Лётно-Хвалынское).
В 1934 году на аэродром Спасск-Дальний перебазировалась из Гатчины 29-я легкобомбардировочная эскадрилья имени Ленина. На вооружении эскадрильи были самолёты Р-5.
В том же году у берегов Чукотки был зажат льдами пароход «Челюскин». Решением правительства СССР от 29-й ЛБАЭ была составлена сводная группа летчиков из 7 человек, которую возглавил командир звена капитан Каманин Николай Петрович. За образцовое выполнение правительственного задания и проявленные при этом мужество и героизм капитан Каманин Н. П. удостоен звания Героя Советского Союза, с вручением медали Золотая Звезда за № 2. Ещё 4 человека награждены орденом Ленина, 2 человека орденом Красного знамени и 1 — орденом Красной звезды.
В 1936 году эскадрилья была перевооружена на скоростной бомбардировщик СБ.
В январе 1937 года 29-я ЛБАЭ им. В. И. Ленина перешла на новые штаты и была переименована в 59-ю скоростную бомбардировочную АЭ им. В. И. Ленина с дислокацией на аэродроме Хвалынка.
В соответствии с Приказом Командующего ОКДВА № 0084 от 28.6.1938 г. на базе 59-й СБАЭ им. Ленина был сформирован 36-й скоростной бомбардировочный авиационный полк в составе пяти эскадрилий с дислокацией: штаб АП, 1, 2, 3 АЭ на аэродроме Красный Кут, 4 и 5 АЭ — Хвалынка. Полк вошел в состав 25 авиабригады 1 ОКА.
В 1938 году на базе гатчинской эскадрильи на аэродроме г. Спасск-Дальний был сформирован 55-й бомбардировочный авиационный полк на самолётах СБ.
27—28 июня 1938 года на самолёте ЦКБ-30 «Москва» экипаж в составе лётчика В. К. Коккинаки и штурмана — А. М. Бряндинского, совершил беспосадочный перелёт по маршруту Москва — Дальний Восток. Посадка выполнялась на аэродроме Хвалынка. За выполнение перелёта экипаж был представлен к званию Героев Советского Союза.
В том же году 36-й и 55-й полки принимали участие в пограничном конфликте из-за оспаривания Японией принадлежности территории у озера Хасан и реки Туманная (см ст. Хасанские бои (1938)). Во время боевых действий был сбит 1 СБ, экипаж погиб; подбито 2 СБ, экипажи живы; 3 самолёта были повреждены. За выполнение боевых заданий в районе озера Хасан указом президиума ВС СССР от 25.10.38 г. 24 человека награждено орденом Красного знамени, 354 человека награждено знаком Участникам боев у озера Хасан, а летнаб Боровиков Андрей Евстегнеевич удостоен звания Героя Советского Союза посмертно.
В соответствии с Приказом наркома обороны № 315/Ш от 28.1.1940 г. и приказом ВВС 1 КА № 0045 от 2.2.40 г. 4 февраля 1940 г. 24 экипажа из Спасска-Дальнего в количестве 72 человек откомандированы на Советско-Финляндскую войну.
В июле 1941 года 55-й СБАП был перебазирован в Тамбов. В Тамбове полк был разделён: было сформировано два авиационных полка — один остался с прежним номером и убыл на фронт под Ленинград, второй получил номер 55"А". До августа 1941 года 55"А" полк комплектовался и доучивался, после чего перелетел под Полтаву, где приступил к боевой работе. В дальнейшем он был переформирован в 449-й бомбардировочный Нижнеднестровский ордена Суворова авиационный полк. 55-й бомбардировочный авиационный полк также прошёл всю войну, затем перелетел на Дальний восток, где в августе-сентябре 1945 г. участвовал в боевых действиях против Японии, летая на самолётах Ту-2.
36-й бомбардировочный авиационный полк в/ч 65363 участвовал в войне с Японией в период 09.08.45 — 03.09.45 г. в составе 34-й бомбардировочной авиационной дивизии 9-й ВА 1-го Дальневосточного фронта.
Информация о ранней послевоенной истории аэродрома Хвалынка отрывочна и требует проверки.
С 1951 года на аэродроме Хвалынка базировался 158-й гвардейский тяжёлый бомбардировочный Брянско-Берлинский Краснознамённый авиационный полк на самолётах Ту-4. В 1958 году 158-й авиационный полк был расформирован на аэродроме Хвалынка и преобразован в ракетный полк РВСН.
С августа 1952 года на аэродром Хвалынка перелетел 821-й истребительный авиационный ордена Суворова полк. На вооружении полка стояли истребители МиГ-15. Полк прибыл из Кореи, где в составе 64-го истребительного авиационный корпуса принимал участие в Корейской войне.
В 1954 году 821-й полк получил самолёты МиГ-17, на которых пролетал до 1968 года.
Строительство бетонного аэродрома в Хвалынке, вероятно, велось в начале 1950-х годов. Стационарный командно-диспетчерский пункт аэродрома (КДП) был построен в 1954 году (дата постройки выложена на фасаде здания).
Точная дата перебазирования на аэродром Хвалынка 219-го отдельного дальнего разведывательного авиационного полка требует уточнения. 219-й ОДРАП в/ч 65308 был сформирован 15 сентября 1942 года (официальная дата).
Начиная с 1957 года в 219-й ОДРАП поступали самолёты-разведчики Ту-16Р.
04.04.1960 г. 821-й истребительный авиационный ордена Суворова полк был передан в структуру ПВО и вошёл в состав 153-й истребительной авиационной Порт-Артурской дивизии ПВО 1-й отдельной Дальневосточной армии ПВО.
В 1968 году на вооружение 821-го ИАП поступили перехватчики Як-28П.
В 1981 году на вооружение 821-го ИАП поступили истребители МиГ-23МЛ/МЛД.
В 1992 году 219-й ОДРАП переучивался на Ту-22М.
В октябре 1993 года в 219-й ОДРАП начали поступать Ту-22М2 с аэродрома Белая. Всего в полк было передано 14 Ту-22М2. Затем начали поступать также б/у Ту-22М3. Эти самолёты планировались как временная мера, для поддержания навыков летного и инженерно-технического состава. В целом полк должен быть полностью перевооружён на новые разведчики Ту-22МР.
В 1994 году в 219-й ОДРАП поступил для опытной эксплуатации первый серийный самолёт-разведчик Ту-22МР.
821-й истребительный авиационный ордена Суворова полк ПВО, в связи с проводимыми сокращениями Вооружённых сил, был расформирован на аэродроме Хвалынка в 1994 году.
219-й отдельный дальний разведывательный авиационный полк был расформирован на аэродроме Хвалынка в 1998 году из-за наступившего развала в стране и невозможности его комплектования самолётами Ту-22МР. Все самолёты Ту-22М2 и М3 были списаны, часть исправных была перегнана в Уссурийск на утилизацию, остальные порезаны на месте базирования. На этом военная эксплуатация аэродрома была прекращена. 219-й ОДРАП оказался самым последним авиаполком в стране, в котором эксплуатировались самолёты Ту-22М2.
В 2004 и в 2007 году на аэродроме Хвалынка проводился слёт членов федераций лёгкой и сверхлёгкой авиации Приморья.